# Afirmacja (logika)
Afirmacja – w logice formalnej stwierdzenie przynależności pomiędzy dwoma pojęciami (np. "dysk twardy jest urządzeniem przechowującym dane").